# Jelte Maan
Jelte Maan (ur. 19 marca 1986 w Lochem) – holenderski siatkarz, reprezentant Holandii, grający na pozycji przyjmującego.

## Sukcesy klubowe
Mistrzostwo Holandii:
- 2007, 2008
- 2005, 2006

Superpuchar Holandii:
- 2007

Puchar Holandii:
- 2008

Superpuchar Belgii:
- 2008, 2009, 2011, 2012, 2016

Puchar Belgii:
- 2009, 2010, 2012

Mistrzostwo Belgii:
- 2009, 2011, 2012, 2018, 2019
- 2010, 2013, 2016, 2017, 2021
- 2014

Puchar CEV:
- 2010[3]

## Sukcesy reprezentacyjne
Mistrzostwa Europy Juniorów:
- 2004

Liga Europejska:
- 2006, 2012

## Nagrody indywidualne
- 2004 - Najlepszy libero Mistrzostw Europy Juniorów